# Daniele Bracciali
Daniele Bracciali (Arezzo, 10 gennaio 1978) è un ex tennista italiano.
In singolare è stato numero 49 del Ranking ATP. Vanta un titolo ATP, conquistato a Casablanca 2006.
In doppio ha vinto sette titoli ATP su 13 finali disputate, raggiungendo la posizione numero 21 della graduatoria mondiale ed è stato semifinalista al Roland Garros nel 2012, in coppia con Potito Starace.
Ha concluso la carriera il 21 novembre 2018, radiato dalla Tennis Integrity Unit con l'accusa di aver facilitato un giro di scommesse.

## Carriera tennistica
Nel 1998, dopo aver superato il tabellone di qualificazioni, diventò il secondo più giovane tennista italiano ad aver raggiunto il terzo turno a Wimbledon, grazie ai successi sulla wild card Martin Lee e su Bohdan Ulihrach, prima della sconfitta subita contro Mark Philippoussis.
Nel 2005 vinse in singolare il challenger sull'erba di Surbiton sconfiggendo al primo turno la testa di serie numero 1 Greg Rusedski e in finale lo specialista della superficie Ivo Karlović, col punteggio di 6(0)-7, 7–6(5), 7–6(4). A Wimbledon trovò Andy Roddick al secondo turno. Indietro di due set, riuscì a vincere il terzo causando la sospensione per oscurità, poi il quarto, prima di cedere al quinto. Roddick avrebbe poi raggiunto la finale.
Sempre nel 2005, in doppio, si aggiudicò il torneo di Milano in coppia con Giorgio Galimberti.
Il 1º maggio 2006 conquistò il suo unico titolo ATP in singolare, sulla terra rossa del torneo di Casablanca. In finale, superò Nicolás Massú col punteggio di 6-1, 6-4. L'8 maggio dello stesso anno raggiunse la sua migliore classifica ATP, al numero 49. Una settimana più tardi, nonostante la perdita di un posto in classifica, diventò il primo giocatore italiano, primato che detenne per sette settimane complessive.
Il 31 ottobre 2010 vinse il suo secondo titolo ATP in doppio, aggiudicandosi in coppia con Potito Starace il torneo di San Pietroburgo grazie al successo in finale sulla coppia formata da Rohan Bopanna e Aisam-ul-Haq Qureshi, per 7-6(6), 7-6(5).
Nel primo torneo di doppio giocato nel 2011 raggiunse la finale in coppia con Andreas Seppi nel torneo ATP di Doha, perdendo dalla coppia formata da Rafael Nadal e Marc López per 6-3, 7-6(4).
Il 6 agosto 2011 vinse il torneo di doppio di Kitzbühel insieme a Santiago González.
Il 24 settembre 2011 si aggiudicò in coppia con Potito Starace il torneo di doppio di Bucarest battendo in finale la coppia formata da Julian Knowle e David Marrero con il punteggio di 3-6, 6-4, [10-8].
Due le finali raggiunte nel 2012: a Casablanca in coppia con Fabio Fognini e a Mosca con Simone Bolelli. Nell'estate dello stesso anno raggiunge il suo miglior piazzamento nella classifica mondiale di doppio: grazie alla semifinale raggiunta con Starace agli Open di Francia, a giugno salì al 21º posto, ranking eguagliato il mese successivo. Raggiunse i quarti di finale a Wimbledon (in coppia con Julian Knowle), risultato non bissato in occasione dei giochi olimpici, ai quali partecipò in coppia con Andreas Seppi nel doppio maschile, perdendo al primo turno, e insieme a Roberta Vinci nel doppio misto, dove si fermò al secondo turno.
Torna a giocarsi di nuovo una finale proprio sull'erba nel giugno 2013, quando, in coppia con l'israeliano Jonathan Erlich viene sconfitto al torneo di Halle dalla coppia Gonzalez/Lipsky. Di rilievo anche i quarti di finale raggiunti agli Australian Open in coppia con Lukáš Dlouhý e le semifinali di Doha, Estoril e Bangkok. Convocato per la Coppa Davis, scende in campo in doppio insieme a Fabio Fognini, perdendo al quinto set contro il Canada.
Anche nel 2014 raggiunge una finale ATP a Kitzbuhel in coppia con Andrej Golubev, perdendo con i finlandesi Kontinien e Nieminen. In stagione si spinge tre volte fino alle semifinali, nell'ATP 500 di Rio e nei 250 di Auckland e Casablanca.
Agli Australian Open del 2015 viene eliminato al primo turno.
Oltre a un Futures disputato a Piombino nel 2017, torna regolarmente sui campi di gioco, dopo le vicende giudiziarie descritte nella sezione seguente, nel 2018, a quarant'anni, raggiungendo in coppia con Andreas Seppi gli ottavi di finale al Roland Garros. Dopo aver vinto il Challenger di Perugia con Matteo Donati, torna ad imporsi in un torneo del circuito maggiore: il 29 luglio conquista il titolo a Gstaad in coppia con Matteo Berrettini. Conquista una seconda finale anche la settimana successiva a Kitzbuhel in coppia con Delbonis, perdendo contro Jebavý e Molteni. Due settimane dopo, in coppia con Simone Bolelli, perde la finale del Challenger IsarOpen contro Sander Gillé / Joran Vliegen. In coppia con Marco Cecchinato esce al primo turno degli US Open 2018.

### Vicende giudiziarie
Nel 2007 gli vengono inflitte una squalifica di tre mesi e un'ammenda di 20.000 dollari per aver scommesso su alcuni incontri di tennis, ai quali non aveva tuttavia preso parte.
Il 6 agosto 2015 viene radiato, insieme a Potito Starace, dalla Federazione Italiana Tennis e condannato a pagare 40.000 euro di multa «per aver alterato l'esito di alcuni incontri al fine di realizzare guadagni illeciti tramite scommesse». La squalifica è stata poi ridotta a soli 12 mesi dopo quattro gradi di giudizio (avendo il Collegio del CONI disposto la ripetizione dell'appello). In seguito la Procura della Repubblica ha fatto rinviare a giudizio i due giocatori, e altre persone implicate, con l'ipotesi di "associazione a delinquere finalizzata alla frode sportiva". Il processo ha avuto inizio nell'autunno 2016 e l'ATP ha confermato la sospensione dei tennisti, ai quali è stata però consentita l'attività per tornei organizzati in ambito nazionale. Il 9 gennaio 2018 Bracciali viene assolto dal Tribunale di Cremona "perché il fatto non sussiste".
Il 19 novembre 2018 disputa il suo ultimo incontro in carriera superando gli ottavi di finale del torneo di doppio del Challenger di Andria. Due giorni più tardi, prima di scendere in campo per disputare i quarti, viene squalificato a vita (e multato di 250.000 dollari) da tutti gli eventi organizzati dall’ATP, con il divieto di prendervi parte anche soltanto come spettatore, con l'accusa di aver facilitato un giro di scommesse in relazione all'incontro di singolare tra Potito Starace e Daniel Gimeno Traver al primo turno del torneo ATP di Barcellona 2011.

## Caratteristiche tecniche
È destro, e si adatta molto bene alle superfici più veloci come il sintetico, il cemento e l'erba. Come tipologia di gioco, è sostanzialmente un "attaccante da fondocampo". I suoi colpi migliori sono il servizio (molto potente, con il quale riesce a procurarsi numerosi "ace" a partita), e il dritto. Difetta invece, leggermente, nel colpo di rovescio, e nel gioco al volo, a rete (proprio un colpo al volo spedito fuori a campo aperto nel tie-break del set decisivo fu determinante per fargli perdere una partita senza break contro Andy Roddick a Cincinnati nel 2006).

## Statistiche

### Singolare

#### Vittorie (1)
| Legenda                                                |
| Grande Slam (0)                                        |
| ATP World Tour Finals (0)                              |
| Masters Series (0) / ATP Masters 1000 (0)              |
| Giochi olimpici (0)                                    |
| International Series Gold (0) / ATP World Tour 500 (0) |
| International Series (1) / ATP World Tour 250 (0)      |

| N. | Data           | Torneo                           | Superficie  | Avversario in finale | Punteggio |
| 1. | 24 aprile 2006 | Grand Prix Hassan II, Casablanca | Terra rossa | Nicolás Massú        | 6-1, 6-4  |

### Doppio

#### Vittorie (6)
| Legenda                                                |
| Grande Slam (0)                                        |
| ATP World Tour Finals (0)                              |
| Masters Series (0) / ATP Masters 1000 (0)              |
| Giochi olimpici (0)                                    |
| International Series Gold (0) / ATP World Tour 500 (0) |
| International Series (1) / ATP World Tour 250 (5)      |

| N. | Data              | Torneo                               | Superficie    | Compagno           | Avversari in finale                   | Punteggio            |
| 1. | 6 febbraio 2005   | Milano Indoor, Milano                | Sintetico (i) | Giorgio Galimberti | Jean-François Bachelot Arnaud Clément | 6(10)–7, 7–6(6), 6-4 |
| 2. | 31 ottobre 2010   | St. Petersburg Open, San Pietroburgo | Sintetico (i) | Potito Starace     | Rohan Bopanna Aisam-ul-Haq Qureshi    | 7–6(6), 7–6(5)       |
| 3. | 18 giugno 2011    | Rosmalen Open, 's-Hertogenbosch      | Erba          | František Čermák   | Robert Lindstedt Horia Tecău          | 6-3, 2-6, [10-8]     |
| 4. | 6 agosto 2011     | Austrian Open Kitzbühel, Kitzbühel   | Terra rossa   | Santiago González  | Franco Ferreiro André Sá              | 7-6, 4-6, [11-9]     |
| 5. | 24 settembre 2011 | Romanian Open, Bucarest              | Terra rossa   | Potito Starace     | Julian Knowle David Marrero           | 3-6, 6-4, [10-8]     |
| 6. | 29 luglio 2018    | Swiss Open Gstaad, Gstaad            | Terra rossa   | Matteo Berrettini  | Denys Molčanov Igor Zelenay           | 7–6(2), 7–6(5)       |

#### Finali perse (7)
| Legenda                                                |
| Grande Slam (0)                                        |
| ATP World Tour Finals (0)                              |
| Masters Series (0) / ATP Masters 1000 (0)              |
| Giochi olimpici (0)                                    |
| International Series Gold (0) / ATP World Tour 500 (0) |
| International Series (1) / ATP World Tour 250 (6)      |

| N. | Data             | Torneo                                 | Superficie    | Compagno           | Avversari in finale              | Punteggio   |
| 1. | 15 febbraio 2004 | Milano Indoor, Milano                  | Sintetico (i) | Giorgio Galimberti | Jared Palmer Pavel Vízner        | 4-6, 4-6    |
| 2. | 8 gennaio 2011   | Qatar Open ATP, Qatar                  | Cemento       | Andreas Seppi      | Rafael Nadal Marc López          | 3-6, 6(4)–7 |
| 3. | 14 aprile 2012   | Grand Prix Hassan II, Casablanca       | Terra rossa   | Fabio Fognini      | Dustin Brown Paul Hanley         | 5-7, 3-6    |
| 4. | 20 ottobre 2012  | Kremlin Cup, Mosca                     | Cemento       | Simone Bolelli     | František Čermák Michal Mertiňák | 5-7, 3-6    |
| 5. | 16 giugno 2013   | Halle Open, Halle                      | Erba          | Jonathan Erlich    | Santiago González Scott Lipsky   | 2-6, 6(3)–7 |
| 6. | 2 agosto 2014    | Austrian Open Kitzbühel, Kitzbühel (1) | Terra rossa   | Andrej Golubev     | Henri Kontinen Jarkko Nieminen   | 1-6, 4-6    |
| 6. | 4 agosto 2018    | Austrian Open Kitzbühel, Kitzbühel (2) | Terra rossa   | Federico Delbonis  | Roman Jebavý Andrés Molteni      | 2-6, 4-6    |

### Tornei minori

#### Singolare

##### Vittorie (7)
| Legenda tornei minori |
| Challenger (5)        |
| Futures (2)           |

| N. | Data              | Torneo                                      | Superficie  | Avversari in finale | Punteggio              |
| 1. | 5 ottobre 1998    | Olbia Challenger (1996-2005), Olbia         | Cemento     | Eyal Ran            | 7–6, 6–4               |
| 2. | 22 settembre 2002 | Italy F4, Oristano                          | Cemento     | Massimo Dell'Acqua  | 5-7, 6-3, 7–6(6)       |
| 3. | 28 luglio 2003    | Guzzini Challenger, Recanati                | Cemento     | Massimo Dell'Acqua  | 7–6(0), 6–3            |
| 4. | 12 luglio 2004    | San Benedetto Cup, San Benedetto del Tronto | Terra rossa | Cristian Villegran  | 7–6(3), 6–1            |
| 5. | 6 giugno 2005     | Surbiton Trophy, Surbiton                   | Erba        | Ivo Karlović        | 6(0)–7, 7–6(5), 7–6(4) |
| 6. | 18 luglio 2005    | Manchester Trophy, Manchester               | Erba        | Igor Zelenay        | 6–4, 6–4               |
| 7. | 30 agosto 2009    | Italy F25, Piombino                         | Cemento     | Massimo Dell'Acqua  | 7–6(5), 7-5            |

##### Finali perse (10)
| Legenda tornei minori |
| Challenger (6)        |
| Futures (4)           |

#### Doppio

##### Vittorie (31)
| Legenda tornei minori |
| Challenger (25)       |
| Futures (6)           |

##### Finali perse (20)
| Legenda tornei minori |
| Challenger (16)       |
| Futures (4)           |